# Ampelopsis arborea
Ampelopsis arborea là một loài thực vật hai lá mầm trong họ Nho. Loài này được (L.) Koehne miêu tả khoa học đầu tiên năm 1893.